# Pišaišapḫi
Pišaišapḫi oder auch Ḫatni Pišaišapḫi (in Ugarit: pḏḏpḫ) war ein hurritischer Berggott. Er wird im hethitischen Felsheiligtum von Yazılıkaya dargestellt. In den hurritischen kaluti-Opferlisten wird er meist nach Ḫešui und vor dem Paar Himmel-Erde genannt.
Benannt wurde er nach dem Berge Pišaiša, der irgendwo in Syrien zu lokalisieren ist, da er zusammen mit dem Berg Lablana (Libanon) als Schwurgott angerufen wird. Ein hurrito-syrischer Mythos erzählt, wie sich der sexuell erregte Berg der schlafenden Göttin Ištar nähert. Die Göttin wacht auf und zürnt dem Gott, der sich vor Furcht niederbeugt und um Verzeihung bittet. Der Ausgang des Mythos ist unbekannt.